# Елегазовий вимикач

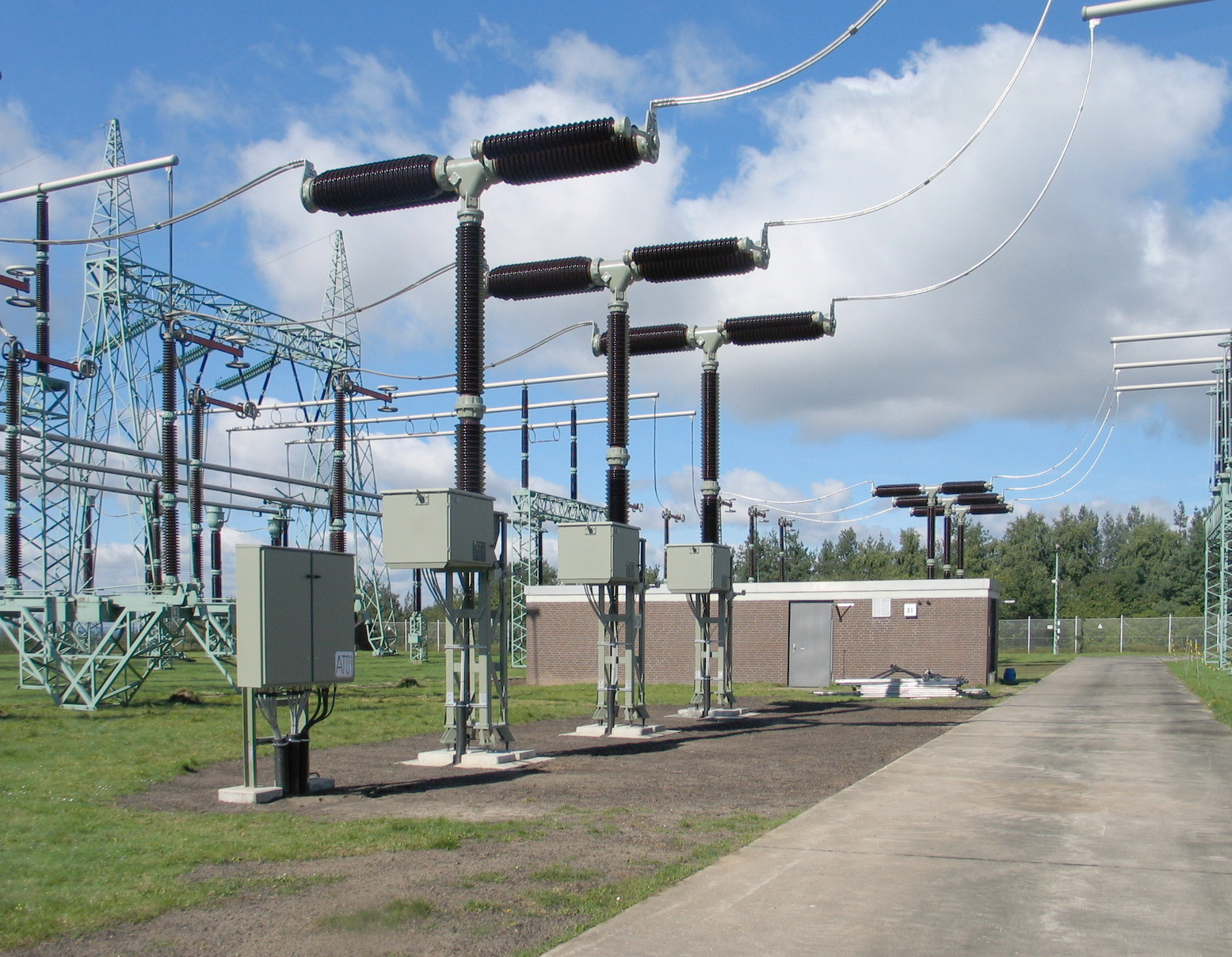
Три полюси елегазового вимикача 400 кВ

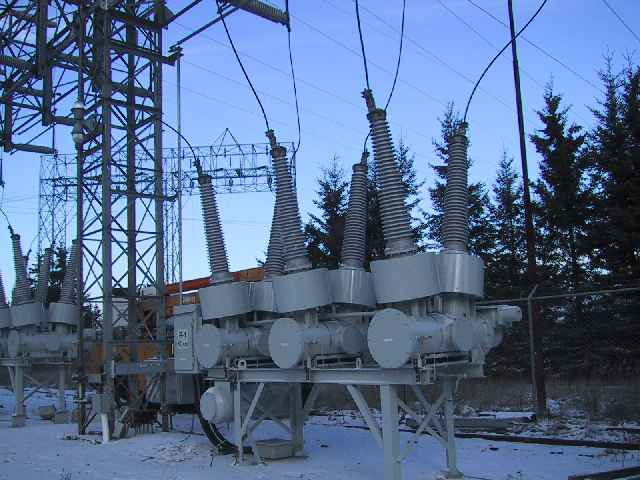
Елегазовий вимикач 115 кВ, 1200 А (Канада)

Елегазовий вимикач — високовольтний вимикач, в якому середовищем для гасіння електричної дуги є елегаз (гексафторид сірки, SF6). Елегазовий вимикач призначений для комутацій (операцій вмикання-вимкнення) електричного струму (номінального і струмів короткого замикання) в електроустановках.

## Історія
Елегазові вимикачі почали розроблятися з 1980 років і мають великі перспективи за напруги від 110 до 1150 кВ і струмах вимкнення до 80 кА. У технічно розвинених країнах елегазові вимикачі високої і надвисокої напруги (110-1150 кВ) практично витіснили всі інші типи комутаційних апаратів. Також провідні закордонні фірми практично повністю перейшли на випуск комплектних розподільчих установок з елегазовою ізоляцією (КРУЕ) і елегазових вимикачів для відкритих розподільних установок, на класи напруги 110 кВ і вище.

## Конструкція елегазового вимикача
По конструкції розрізняють колонкові і бакові вимикачі. 
Подвійні колонкові ні зовні, ні за розмірами принципово не відрізняються від  маломасляних вимикачів, крім того, що в сучасних елегазових вимикачах 220 кВ тільки один розрив на фазу. 
Бакові елегазові вимикачі мають набагато менші розміри порівняно з масляними, мають один спільний привод на три полюси та вбудовані трансформатори струму.
В елегазових вимикачах застосовуються різні способи гасіння дуги залежно від номінальної напруги, номінального струму вимкнення і експлуатаційних особливостей в місці встановлення. В елегазових дугогасних пристроях, на відміну від повітряних при гасінні дуги проходження газу крізь сопло відбувається не в атмосферу, а в замкнутий об'єм камери, заповнений елегазом при відносно невеликому надлишковому тиску. 
За способом гасіння дуги в елегазі різняться такі елегазові вимикачі:
- Автокомпресійні, з дуттям в елегазі, створюваним за допомогою компресійного пристрою (елегазові вимикачі з одним ступенем тиску);
- В яких гасіння дуги в дугогасильних пристроях, забезпечується обертанням її по кільцевим контактам, під дією поперечного магнітного поля, створюваного струмом який вимикається (елегазові вимикачі з електромагнітним дуттям);
- З дугогасним пристроєм поздовжнього дуття, в якому попередньо стиснений газ надходить з резервуара з відносно високим тиском елегазу (елегазові вимикачі з двома ступенями тиску);
- З дугогасним пристроєм поздовжнього дуття, в якому підвищення тиску елегазу, відбувається завдяки розігріванню газового середовища дугою вимкнення, в спеціальній камері (елегазові вимикачі з автоматично генерованим дуттям).

### Привод вимикача
Приводи вимикачів забезпечують керування вимикачем — вмикання, утримання в увімкненому положенні і вимкнення. Вал приводу з'єднують з валом вимикача системою важелів і тяг. Привод вимикача повинен забезпечувати необхідну надійність і швидкість роботи, а при електричному керуванні — найменше споживання електроенергії.
В елегазових вимикачах застосовують два типи приводів:
- Пружинний привод, керуючим органом якого є кінематична система важелів, кулачків і валів;
- Пружинно-гідравлічний привод, керуючим органом якого є гідросистема.

## Переваги та вади елегазових вимикачів
- Переваги:
  - Можливість застосування на всі класи напруг вище 1 кВ;
  - Гасіння дуги відбувається в замкненому просторі без вихлопу в атмосферу;
  - Відносно малі габарити і вага;
  - Пожежо- та вибухобезпечність;
  - Швидкість дії;
  - Висока вимикаюча спроможність;
  - Надійне вимкнення малих індуктивних і ємнісних струмів в мить переходу струму через нуль без зрізу і виникнення перенапруг;
  - Малий знос дугогасильних контактів;
  - Безшумна робота;
  - Придатність для зовнішнього і внутрішнього встановлення.

- Вади:
  - Складність і дорожнеча виготовлення;
  - Високі вимоги до якості елегазу;
  - Температурні недоліки SF6, необхідність підігріву і використання сумішей елегазу з азотом, хладоном і іншими речовинами, що дозволяють працювати елегазовим вимикачам в умовах низьких температур навколишнього середовища;
  - Необхідність спеціальних пристроїв для наповнення, перекачування і очищення SF6;
  - Потрібно більш уважне ставлення до використання і обліку елегазу.